# Breest
Breest ist ein Ortsteil der Gemeinde Bartow im Nordosten des Landkreises Mecklenburgische Seenplatte. Der Ort liegt südlich von Jarmen.

## Geografie

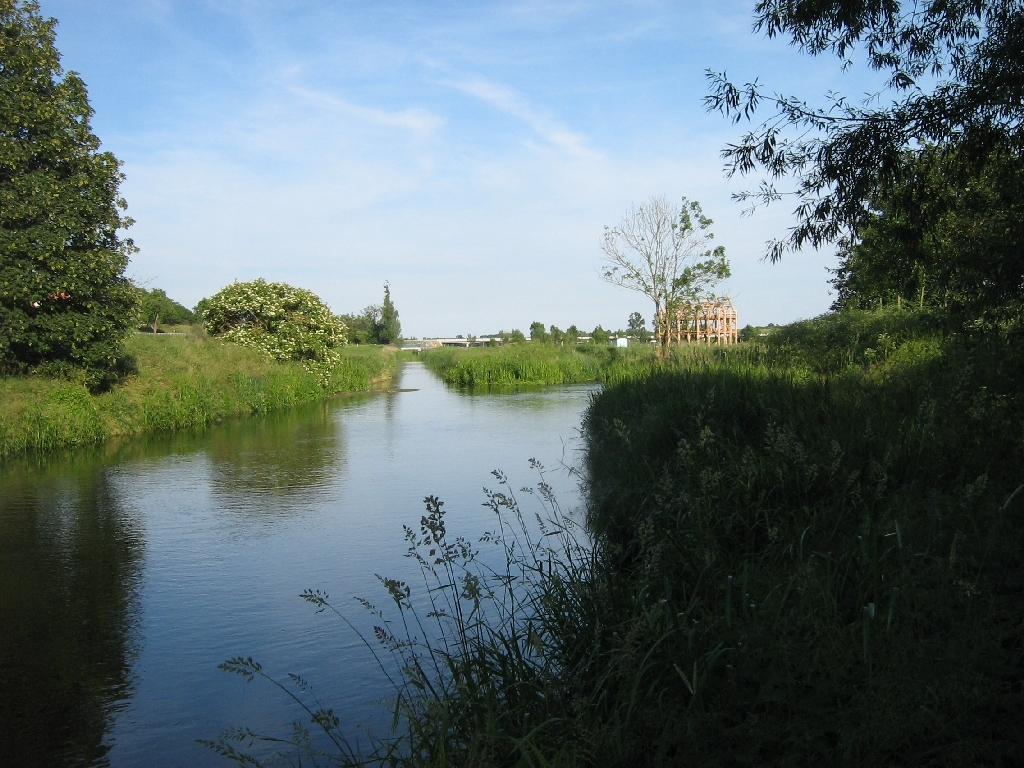
Großer Landgraben

Breest liegt etwa 30 Kilometer westlich von Anklam und 14 Kilometer südlich von Jarmen. Bei der Burg Klempenow in der Nähe des gleichnamigen Dorfes mündet der Große Landgraben in die Tollense.

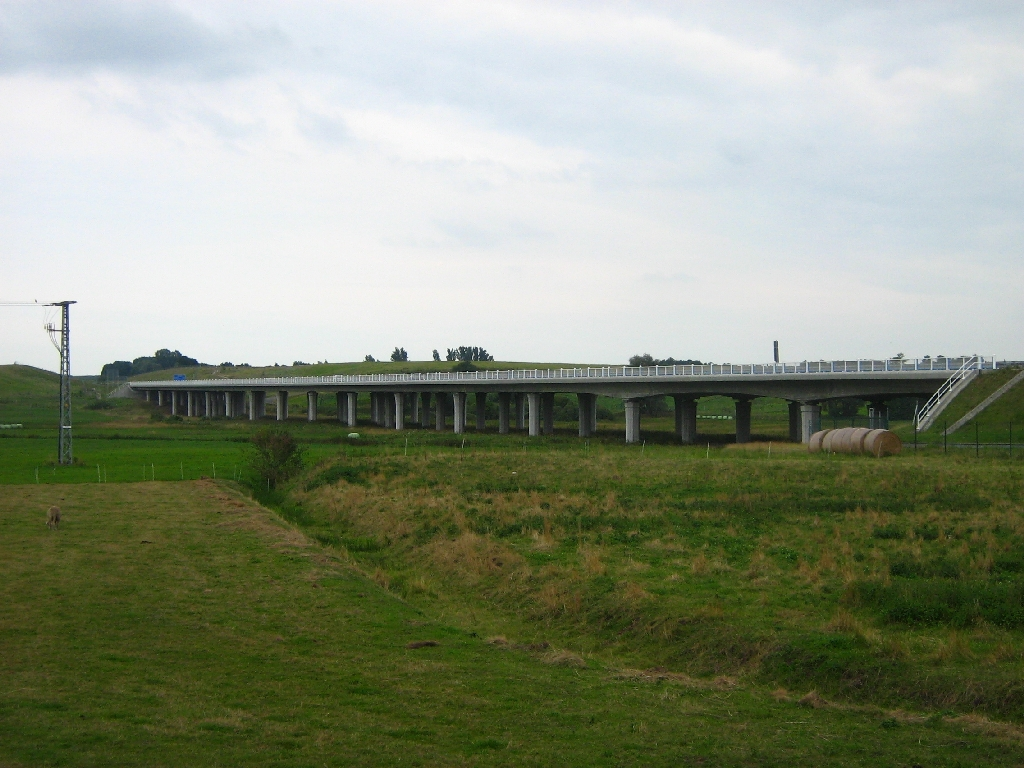
Talbrücke der A 20

Westlich des Ortes überquert die Bundesautobahn 20 das Urstromtal des Großen Landgrabens. Hier befindet sich auch die Anschlussstelle Anklam an der Bundesstraße 199, die ein Stück westlich davon von der Landesstraße 35 (ehemals Bundesstraße 96) abzweigt.
Die Feuchtwiesenflora des Tollensetals bietet Lebensraum für einige seltene Pflanzenarten.

## Geschichte
Breest
Breest war als typisches Bauerndorf den Herren der Burg Klempenow verpflichtet. Im Jahre 1766 brannte der Ort fast vollständig nieder, achtzehn Bauernhöfe und die Wassermühle wurden vernichtet. Der Müller baute daraufhin eine Windmühle.
Bis zum 1. Januar 2004 war die Gemeinde Breest mit den Ortsteilen Breest, Klempenow und Bittersberg Teil des Amtes Tollensetal. Zum 9. Juni 2024 wurde sie nach Bartow eingemeindet. Letzte Bürgermeisterin war Anja Prusa.
Klempenow
Im Jahre 1331 wurde Klempenow erstmals urkundlich als landesherrliche Burg der Herzöge von Pommern erwähnt.
Bittersberg
Zur Staatsdomäne und Dorf Klempenow gehörte auch das Vorwerk Bittersberg.

## Wappen, Flagge, Dienstsiegel
Die Gemeinde Breest verfügte über kein amtlich genehmigtes Hoheitszeichen, weder Wappen noch Flagge. Als Dienstsiegel wurde das kleine Landessiegel mit dem Wappenbild des Landesteils Vorpommern geführt. Es zeigte einen aufgerichteten Greifen mit aufgeworfenem Schweif und der Umschrift „GEMEINDE BREEST • LANDKREIS MECKLENBURGISCHE SEENPLATTE“.

## Sehenswürdigkeiten
- erstes plattdeutsches Zusatzortsschild in Mecklenburg-Vorpommern

## Söhne und Töchter der Gemeinde
- Max Tietböhl (1902–unbekannt), Politiker (NSDAP)